# 三笑亭可風
三笑亭 可風（さんしょうてい かふう、1974年11月7日 - ）は、静岡県磐田市出身の落語家。本名∶安江 正。落語芸術協会の真打。

## 略歴
磐田市立南部中学校・静岡県立浜松工業高等学校建築科卒業。
1994年5月、六代目古今亭志ん馬に入門。古今亭志ん吉の前座名を貰うが、入門からわずか4ヶ月後に師匠の志ん馬が死去。
職を転々としたのち小笠原諸島父島でウミガメの調査を始める。 
2002年、九代目三笑亭可楽に入門。三笑亭可女次となる。
2007年、二ツ目に昇進。
2016年5月に神田鯉栄・橘ノ圓満と共に真打昇進、三笑亭可風に改名。

## 逸話

### 落語家になる前
学生時代、地元である磐田市に林家こん平が訪れ、「道端に倒れてる人がいる。身元確認をしようと調べていたら、お尻にアザがあって、あっアザだと思った瞬間この倒れてる方がブッとオナラをしたんで…ああ、この人麻布の人だ！」という小噺を聴き、ものすごく笑い、そして感動した瞬間が噺家になりたいと思った動機。高校卒業後、お金を貯めなければと、三重県の伊勢戦国時代村に就職。忍者をやっていたがバク転ができなかったので船頭に降格された。その後１年間働いて上京。

### 落語家生活スタート
六代目古今亭志ん馬に入門して前座修行開始。鈴々舎馬頭、三遊亭ぐん丈、林家すい平と仲がよかった。また、五街道わたしは、落語家を辞めた後も毎年年賀状をくれた。
しかし、入門して4ヶ月で師匠の志ん馬が他界してしまう。古今亭志ん朝門下に誘われたが断り廃業した。志ん馬宅を出て坂をおりたところにある八百屋の前で兄弟子・古今亭志ん次と泣いたという。

### 志ん馬の死後
志ん馬の死後は長野県川上村でのレタス栽培、奈良県・柳生の里の造り酒屋での蔵人、インド・バンガロールフィルムシティでハリウッド映画『アメリカン・ソルジャー』のエキストラ、サルナートの日本寺で瞑想などの職を転々としたのち、小笠原諸島の父島でウミガメの産卵調査を始める。
その後、落語界に復帰を考える。当初は元兄弟子である七代目古今亭志ん馬への入門を考えたが、真打になって日が浅いということで断られた。

### 可楽門下で再出発
2002年3月、九代目三笑亭可楽に入門。入門理由は「師匠に呼ばれたから」。しかし、当の可楽は「呼んだ覚えはない」と言っている。可楽は、元・志ん吉が志ん馬門下時代に大きなしくじりをしたので自分のもとにやってきたのかと思い、お礼の電話をした志ん馬夫人に確認をしたが、もちろんそんなしくじりはない。

### その他
イタズラ好きな姉（子供当時）がいる。目の下にキンカンを塗られたり、背中にカエルを入れられたり、ネズミ花火を投げられたりされた。
妻が八代目春風亭柳橋の姪。二女一男の父。

## 芸歴
- 1994年
  - 5月 - 六代目古今亭志ん馬に入門、前座名「志ん吉」。
  - 9月 - 師匠の志ん馬が死去し、廃業。
- 2002年 - 九代目三笑亭可楽に入門、「可女次」を名乗る。
- 2007年 - 二ツ目昇進。
- 2016年5月 - 真打昇進、「可風」に改名。

## 出演
- 日曜バラエティー（NHKラジオ第1放送） - 「コロコロトリオ」4代目リーダー、2009年4月5日 - 2012年3月18日
- ラジオ深夜便（NHKラジオ）「名人芸を味わう「酢豆腐」六代目・古今亭志ん馬」（2022年4月16日）- ゲスト

## CD
- 三笑亭可風 落語三席ライブ「幾代餅」「茄子娘」「抜け雀」（2021年、可風会）